# Circondario di Patti
Il circondario di Patti era uno dei tre circondari in cui era suddivisa la provincia di Messina, esistito dal 1861 al 1927.

## Storia
Con l'Unità d'Italia (1861) la suddivisione in province e circondari stabilita dal Decreto Rattazzi fu estesa all'intera Penisola.
Il circondario di Patti fu abolito, come tutti i circondari italiani, nel 1927, nell'ambito della riorganizzazione della struttura statale voluta dal regime fascista.

## Suddivisione
Nel 1863, la composizione del circondario era la seguente:
1. Mandamento I di Naso
  - Capri Leone, Frazzanò, Mirto, Naso, San Salvatore di Fitalia
2. Mandamento II di Patti
  - Gioiosa Marea, Librizzi, Montagnareale, Oliveri, Patti
3. Mandamento III di Raccuia
  - Raccuia, San Pietro sopra Patti, Santa Domenica, Ucria
4. Mandamento IV di Sant'Agata di Militello
  - Alcara Li Fusi, Militello Rosmarino, San Marco di Alfonsio, Sant'Agata di Militello
5. Mandamento V di Sant'Angelo di Brolo
  - Brolo, Ficarra, Piraino, Sant'Angelo di Brolo, Sinagra
6. Mandamento VI di Tortorici
  - Castania, Floresta, Galati Mamertino, Longi, Tortorici